# أبل وركس
أبل وركس (بالإنجليزية: AppleWorks) كانت عبارة عن مجموعة مكتبية متكاملة تحتوي على معالج نصوص وقاعدة بيانات وجدول بيانات. تم تطويره بواسطة روبرت ليسنر لشركة أبل كومبيوتر، في الأصل لجهاز أبل 2 وتم إطلاقه في عام 1984. تم إنشاء العديد من التحسينات لأبل وركس، وكان الأكثر شعبية هو سلسلة تايم أوت (بالإنجليزية: TimeOut) من بيجل بروس والتي أدت إلى تمديد عمر إصدار أبل 2 من أبل وركس. تمت إعادة تصميم أبل وركس لاحقًا لمنصة ماكنتوش.
تم تطوير أبل وركس جي إس لجهاز أبل 2 جي إس باستخدام واجهة سطح المكتب الرسومية بدلاً من واجهة بطاقة الملفات النصية لجهاز أبل 2. كان نظام أبل وركس جي إس بطيئًا ومليئًا بالأخطاء؛ ولم يتحقق أبدًا الإصدار 2.0 المخطط له. قامت شركة بيجل بروس بإنشاء برنامج بيجل وركس والذي تم بيعه في نهاية المطاف إلى شركة كلاريس التابعة لشركة أبل. أصبح كلاريس ووركس (بالإنجليزية: ClarisWorks) لنظامي ماكنتوش (1991) و ويندوز (1993) برنامجًا شائعًا وشهد تطورًا سريعًا. لا تشترك هذه التطبيقات في أي كود مع النسخة الأصلية من أبل 2 ذات 8 بت. استحوذت شركة أبل على شركة كلاريس وتم تغيير اسم كلاريس ووركس إلى أبل وركس. لقد تم تضمينه مع جميع أجهزة ماكنتوشes المخصصة للمستهلك والتي باعتها شركة أبل حتى توقف إنتاجها. اعتبارًا من عام 2007، لم يتم تحديث أبل وركس منذ عدة سنوات ولم يتمكن من العمل على معالجات إنتل المتوفرة في أجهزة Mac الجديدة. في 15 أغسطس 2007، أعلنت شركة أبل أن أبل وركس قد وصل إلى حالة نهاية العمر الافتراضي، ولن يتم بيعه بعد الآن. وبدلاً من ذلك، قامت أبل بالترويج لمجموعة آي وورك التي أطلقتها مؤخرًا كبديل، والتي تحتوي على تطبيقات معالجة الكلمات وجداول البيانات والعروض التقديمية ذات القدرات المشابهة لأبل وركس، ولكنها غير متوافقة بشكل مباشر مع تنسيقات ملفات أبل وركس.

## التاريخ

### أبل وركس (أبل 2، 1984–1991)
تم تطوير برنامج أبل وركس الأصلي بواسطة روبرت ليسنر، وهو أحد أول مجموعات البرامج المكتبية المتكاملة لأجهزة الكمبيوتر الشخصية، حيث يتضمن معالج نصوص وجداول بيانات وقواعد بيانات مدمجة في برنامج واحد. تم إصداره في عام 1984 كمنتج تجريبي لطرازات 128K الجديدة من خط أبل 2.
في عام 1982، نشرت شركة أبل برنامج ليسنر كويك فايل، وهو برنامج قاعدة بيانات يشبه إلى حد كبير ما سيصبح وحدة قاعدة بيانات أبل وركس، على كل من أبل الثالث ‏ وأبل 2. كانت شركة أبل تفضل لغة Pascal ‏ في ذلك الوقت، لذا قام ليسنر في البداية بكتابة كويك فايل بهذه اللغة بناءً على طلب أبل. كان ليسنر يفضل البرمجة بلغة التجميع، وسرعان ما أعاد كتابة كويك فايل بلغة التجميع على جهاز أبل الثالث، وبحلول صيف عام 1983، أضاف أيضًا معالج الكلمات ووحدات جداول البيانات. اشترت شركة أبل في البداية حقوق توزيع إصداري أبل الثالث وأبل 2 للبرنامج. ومع ذلك، قررت شركة أبل إسقاط الدعم لـ أبل الثالث وباعت حقوق إصدار أبل الثالث إلى شركة أنظمة هابا، التي قامت بتسويقه باسم (بالإنجليزية: III EZ Pieces) وأصدرته قبل وقت قصير من إصدار أبل لأبل وركس. يتشارك المنتجان نفس تنسيقات الملفات.
تتمتع جميع برامج أبل وركس الثلاثة بنفس واجهة المستخدم وتبادل البيانات من خلال الحافظة المشتركة. تم تصميم برامج تطبيق أبل 2 السابقة بشكل أساسي مع وضع خط 2/2+ الأقدم في الاعتبار، حيث كانت تحتوي على 48 كيلوبايت فقط من ذاكرة الوصول العشوائي و40 عمودًا من النصوص (في حالة عدم وجود بطاقة إضافية)، وبالتالي الحد من قدرات البرنامج. على النقيض من ذلك، تم تصميم أبل وركس لطرازات آي آي إي وآي آي سي التي تحتوي على المزيد من ذاكرة الوصول العشوائي (RAM)، ونص قياسي مكون من 80 عمودًا، ولوحة مفاتيح رقمية اختيارية، ومفاتيح المؤشر، ونظام التشغيل الجديد برو دوس بدلاً من دوس 3.3 الذي كان قياسيًا على أجهزة 48 كيلو بايت.[بحاجة لمصدر]
ظهرت أبل وركس لأول مرة في المرتبة الثانية على قائمة سوفتالك الشهرية لأكثر المنتجات مبيعًا وسرعان ما أصبحت حزمة البرامج الأكثر مبيعًا على أي جهاز كمبيوتر، متجاوزة حتى لوتس 1-2-3 من قمة مخططات المبيعات على مستوى الصناعة. أصدرت شركة أبل الإصدار 2.0 في عام 1986 مع أبل 2 جي إس، وفي ذلك الوقت كان ليسنر يعمل على ما أصبح يُعرف باسم مايكروسوفت ووركس. باعت شركة كلاريس، وهي شركة تابعة لشركة أبل للبرمجيات، النسخة المليون من برنامج أبل وركس في ديسمبر 1988.
ظهرت سوق كبيرة لملحقات ودعم الطرف الثالث الخاصة بأبل وركس. احتوى العدد الصادر في سبتمبر 1986 من مجلة إن سايدر على مقالتين مرتبطتين بأبل وركس؛ إعلانات لبطاقتي توسعة مرتبطتين بأبل وركس من شركة الهندسة التطبيقية، وتطبيق يعد بالسماح بتشغيل أبل وركس على جهاز آبل II بلاس مزود بلوحة عرض مكونة من 80 عمودًا، ونشرة إخبارية مخصصة لأبل وركس تسمى القائمة الرئيسية، ومنتج مرتبط بأبل وركس من شركة بيجل بروس ‏ والعديد من الإعلانات الأخرى التي ذكرت أبل وركس؛ وعمود ينتقد الشركات التي طورت منتجات مرتبطة بأبل وركس بدلاً من المنتجات الجديدة «يفكرون في الصغير ولا يبتكرون شيئًا»). بعد عامين، أصدرت شركة بيجل بروس سلسلة تايم أوت لشركة أبل وركس وحققت ملايين الدولارات. بفضل لغة البرمجة UltraMacros التي أدرجوها، ابتكر العديد من مطوري الطرف الثالث منتجات جديدة استخدمت أبل وركس كأساس ونظام تشغيل افتراضي. احسب! في عام 1987، ذكرت شركة تطبيقات أبل أن «أبل وركس أصبحت رائدة في مجال تطوير البرمجيات»، وتوقعت أن «أفضل البرامج على خط أجهزة كمبيوتر أبل 2 سوف تتطلب أبل وركس قريبًا». تعاقدت شركة كلاريس مع شركة بيجل بروس لتحديث أبل وركس إلى الإصدار 3.0 في عام 1989؛ وأضاف مطورو تايم أوت آلان بيرد وراندي براندت وروبرت رينستروم ميزات جديدة ودمجوا العديد من وظائف تايم أوت.
بحلول عام 1989، حوّلت شركة كلاريس اهتمامها إلى إنتاج برامج ماكنتوش وويندوز، تاركةً برنامج أبل ووركس يعاني من الركود. مع ذلك، وافقت كلاريس على ترخيص علامة أبل ووركس التجارية لشركة كواليتي كمبيوترز. ثم أنشأ مطورا تايم آوت، راندي براندت ودان فيركاد، إصداري أبل ووركس 4.0 عام 1993 وأبل ووركس 5.0 عام 1994، اللذين نشرتهما شركة كواليتي كمبيوترز، بالإضافة إلى مقاطع فيديو تدريبية.
يُشار أحيانًا إلى نظام أبل وركس الأصلي ذي 8 بت (الذي تضمن إدارة ذاكرة 16 بت على 2 جي إس) باسم «أبل وركس كلاسيك» لتمييزه عن أبل 2 جي إس والمنتج اللاحق لنظامي ماكنتوش وويندوز.

#### تاريخ الإصدار
| النسخة | العام             | الملاحظات                                                      |
| ------ | ----------------- | -------------------------------------------------------------- |
| 1.0    | 1984              | الإصدار الأول.                                                 |
| 1.1    | 1985              | تم إصلاح أخطاء الأجهزة المتعلقة بالطابعات وبطاقات الواجهة.     |
| 1.2    | 1985              | مزيد من تحسينات توافق الأجهزة.                                 |
| 1.3    | 1986              | تحسينات دعم الأجهزة. تكلفة التحديث 20 دولارًا.                  |
| 2.0    | سبتمبر 1986       | مزيد من الميزات ودعم أفضل للأجهزة. تكلفة التحديث 50 دولارًا.    |
| 2.1    | سبتمبر 1988       | إصلاح الأخطاء وتحسينات توافق الأجهزة. تم إصداره بواسطة كلاريس. |
| 3.0    | 1989              | المزيد من الميزات. تكلفة التحديث 79 دولارًا أو 99 دولارًا.       |
| 4.0    | 1 نوفمبر 1993     | المزيد من الميزات. تم إصداره بواسطة شركة كواليتي كومبيوترز.    |
| 4.01   | أوائل نوفمبر 1993 | إصلاح الأخطاء.                                                 |
| 4.02   |                   | إصلاح الأخطاء.                                                 |
| 4.3    | 1993              |                                                                |
| 5.0    | نوفمبر 1994       | الاسم الرمزي «نارنيا».                                         |
| 5.1    | صيف 1995          | إصلاح الأخطاء.                                                 |

### أبل 2 جي إس (أبل 2 جي إس، 1988–1996)
كان المراقبون يتوقعون أن يحتوي أبل وركس 2.0 على واجهة مستخدم رسومية تعتمد على الماوس مثل ماكنتوش، ولكن أفاد موقع إن سايدر قبل إصداره أن مثل هذه المراجعة تأخرت بسبب «مشاكل بين أبل و[ليسنر]». ومع ذلك فقد كان يحظى بشعبية كبيرة بين مالكي 2 جي إس؛ ففي ديسمبر 1987، تم إطلاق كومبيوت! ذكرت تطبيقات أبل أن «المنتج الأكثر رواجًا على أبل 2 جي إس هو أبل وركس. لا يحتوي على واجهة ماوس، ولا ألوان، ولا رسومات. إنه أبل وركس فقط من عالم آي آي إي وآي آي سي». وتساءلت المجلة في افتتاحية بعنوان «أبل وركس، أين أنت؟»، مشيرة إلى أن إصدار 2 جي إس من أبل وركس أو مجموعة متكاملة أخرى تشبه أبل وركس «قد تعمل على تحفيز مبيعات الجهاز» وحذرت من أنه بخلاف ذلك «قد يعاني 2 جي إس من الضعف».
في عام 1988، استحوذت كلاريس على حزمة متكاملة تسمى جي إس ووركس من ستايل وير وأعادت تسميتها إلى أبل 2 جي إس، مما أدى إلى جلب العلامة التجارية أبل وركس إلى أبل 2 جي إس 16 بت، على الرغم من عدم استخدام أي كود من إصدار أبل 2 8 بت. بالإضافة إلى وظائف معالجة النصوص وقواعد البيانات وجداول البيانات، يتضمن أبل 2 جي إس أيضًا وحدات الاتصالات وتخطيط الصفحات والرسومات. لا يوجد سوى إصدار رئيسي واحد من أبل 2 جي إس، والذي يتطور حتى الإصدار 1.1؛ وقد ترددت شائعات لفترة طويلة حول تحديث وهمي 2.0 «على وشك الانتهاء». يمكن لبرنامج أبل 2 جي إس فتح ملفات أبل وركس دون الحاجة إلى استيرادها أولاً.

#### تاريخ إصدار جي إس
| النسخة | العام         | الملاحظات                                                                  |
| ------ | ------------- | -------------------------------------------------------------------------- |
| 1.0    | 1988          | النسخة الأولى                                                              |
| 1.0v2  |               | إصدار إصلاح الأخطاء.                                                       |
| 1.1    | 1989          | يدعم برنامج النظام 5.                                                      |
| 1.2    | لم يتم إصداره | تم التخطيط لإصدار إصلاح الأخطاء، والذي تم تطويره بواسطة كواليتي كومبيوترز. |
| 2.0    | لم يتم إصداره | تم التخطيط للإصدار، وتم تطويره بواسطة كواليتي كومبيوترز.                   |

### أبل وركس وكلاريس ووركس (ماكنتوش وويندوز، 1991–2004)
بدأ التجسيد 2 لبرنامج أبل وركس باسم كلاريس ووركس، الذي كتبه بوب هيرن ‏ وسكوت هولدواي ونشرته شركة كلاريس، وهي شركة تابعة مملوكة بالكامل لشركة أبل، والمعروفة أيضًا باسم FileMaker Inc. ) رمز كرييتور لبرنامج كلاريس ووركس لنظام ماكنتوش هو «BOBO». يجمع كلاريس ووركس بين التطبيقات التالية:
- معالج نصوص، والذي يتضمن في الإصدار 6 أيضًا محرر معادلات يعتمد على ماث تايب  [لغات أخرى]‏.[19]
- برنامج رسم،
- برنامج الرسم
- جدول بيانات،
- برنامج قاعدة بيانات، و
- برنامج طرفي للاتصالات (حتى الإصدار 5 بما في ذلك)، أو
- برنامج عرض تقديمي (في الإصدار 6).

تم دمج جميع المكونات لتوفير مجموعة متكاملة تعمل بتناغم؛ على سبيل المثال، يمكن تضمين إطارات جداول البيانات في مستند معالجة النصوص، أو تنسيق النص في الرسومات، وما إلى ذلك. لا تُشتق المكونات من برامج كلاريس المعاصرة ماك رايت وماك درو ‏، بل كُتبت من الصفر ثم أُعيد تصميمها لتتوافق مع برامج كلاريس الأخرى بعد شرائها من قِبل كلاريس.
تم إصدار كلاريس ووركس 1.0 لأجهزة ماكنتوش في أكتوبر 1991.
تم إصدار كلاريس ووركس 2.0 في 24 مارس 1993.
تم إصدار كلاريس ووركس 3.0 في أكتوبر 1994. وهو الإصدار الأخير الذي يعمل على وحدة المعالجة المركزية 68000 مع نظام 6.0.7 على الأقل.
تم إصدار كلاريس ووركس 4.0 في 14 يونيو 1995. وهو يتطلب وحدة معالجة مركزية 68020 ونظام 7.
عندما تم حل شركة كلاريس واندماجها مرة أخرى مع أبل، تمت إعادة تسمية المنتج إلى أبل وركس؛ تم إصدار الإصدار 5.0 في 24 أغسطس 1997، قبل وقت قصير من عودة المنتج إلى أبل وتم تسميته لفترة وجيزة كلاريس ووركس 5. يتطلب كلاريس ووركس/أبل وركس 5 نظام 7.0.1، على الرغم من أن التصحيح 5.0.4 لا يمكن تطبيقه إلا في نظام التشغيل ماك أو إس 9. وهو الإصدار الأخير الذي يدعم بنية وحدة المعالجة المركزية 68 كيلو بايت.
يتطلب الإصدار الرئيسي الأخير، أبل وركس 6.0، الذي تم إصداره في معرض معرض ماك وورلد في يناير 2000، وحدة معالجة مركزية من نوع PowerPC ويستبدل وحدة الاتصالات بوحدة عرض (في الإصدارات السابقة كان هناك دعم بدائي فقط للعروض التقديمية من خلال الوحدات الأخرى).[بحاجة لمصدر] تم نقله أيضًا إلى واجهة برمجة تطبيقات كربون للعمل على نظام التشغيل ماك أو إس إكس، ولكن باعتباره تطبيقًا مبكرًا لنظام Carbon، فإنه لا يستفيد من العديد من الميزات الأحدث لنظام التشغيل ماك أو إس إكس، ولا تزال أجزاء من الواجهة تحتفظ بعناصر المظهر البلاتيني لنظام التشغيل ماك أو إس 8/9.
باستخدام إطار عمل إكس تي إن دي ‏ الخاص بشركة كلاريس، يمكن لأبل وركس إنشاء الملفات وفتحها وحفظها في عدد من تنسيقات الملفات. على سبيل المثال، يمكن حفظ مستندات معالجة الكلمات بتنسيق مايكروسوفت وورد، ويمكن حفظ ملفات جداول البيانات بتنسيق مايكروسوفت إكسل.
حصل البرنامج على تقييمات جيدة[بحاجة لمصدر] خلال فترة عمرها الافتراضي بسبب واجهتها والتكامل الوثيق بين وحداتها. على سبيل المثال، كما هو الحال في الإصدارات السابقة، في أبل وركس، يمكن وضع «إطار» رسم في مستند جدول بيانات، ويمكن وضع إطار رسم في مستند رسم، وما إلى ذلك. وهذا يسمح بإنشاء تخطيطات معقدة للغاية وغنية بالبيانات. ومع ذلك، أصبحت حدود المنتج أكثر وضوحا مع تقدم المنتج في العمر.[بحاجة لمصدر] يسمح البرنامج أيضًا بإلغاء/إعادة تنفيذ عملية واحدة فقط، وفي كثير من الحالات، إذا تم وضع إطار من وحدة نمطية واحدة في وحدة نمطية أخرى، فقد لا يكون الإطار قابلاً للتحرير بأي شكل من الأشكال بمجرد إلغاء تحديده.[بحاجة لمصدر]
يعد محرر المعادلات من علم التصميم مضمنًا مع أبل وركس. يمكن أيضًا استخدام محرري المعادلات ماث تايب ‏ أو ماث ماجيك ‏. يدعم كلاهما محاذاة الخط الأساسي التلقائية للمعادلات المضمنة.

### التوقف
في أغسطس 2007، أعلنت شركة أبل عن «نهاية عمر» أبل وركس وذكرت أنها لن تبيع الحزمة بعد الآن. ومن المفترض أن تكون حزمة آي وورك، التي تتضمن برنامج معالجة النصوص، وبرنامج جدول البيانات، وبرنامج الرسومات التقديمية، بمثابة البديل له. على الرغم من أن آي وورك أكثر ثراءً بالميزات، إلا أنه لا يزال يفتقر إلى بعض الوحدات والتكامل الوثيق الذي توفره أبل وركس. لن يعمل أبل وركس على أي إصدارات من ماك أو إس إكس أحدث من سنو ليوبارد لأنه تم تجميعه لهندسة وحدة المعالجة المركزية باور بي سي.
يمكن فتح ملفات معالجة الكلمات وجداول البيانات والعروض التقديمية الخاصة بأبل وركس في الإصدارات السابقة من تطبيقات صفحات آي وورك والأرقام والخطاب الرئيسي على التوالي، ولكن لم يكن ذلك ممكنًا منذ عام 2013. يمكن لـ كولابورا أون لاين أو ليبر أوفيس أو أباتشي أوبن أوفيس فتح ملفات معالجة النصوص وجداول البيانات والعروض التقديمية الخاصة بأبل وركس. يوجد برنامج نصي لتحويل ملفات أبل وركس (.cwk) إلى تنسيق مايكروسوفت وورد (.docx) (يمكن استخدامه بواسطة بايجز) باستخدام واجهة سطر الأوامر لبرنامج ليبر أوفيس. لا يوجد تطبيق مقدم من أبل لفتح قاعدة بيانات أبل وركس أو ملفات الرسم أو الرسم دون تحويلها إلى تنسيق مختلف. يدعم إيزي درو ريترو ‏ استيراد تنسيقات الرسم الخاصة بأبل وركس. يعمل هذا البرنامج على نظام موهافي والإصدارات الأقدم. تستمر مجموعة مستخدمي أبل وركس ‏ في تقديم الدعم، كما أن الانتقال بعيدًا عن أبل وركس أمر ممكن.
غادر العديد من المهندسين الأساسيين وراء كلاريس ووركس لتشكيل جوبي سوفتوير ‏ التي سيتم إصدار منتجها الرئيسي، جوبي للإنتاج، على بي أو إس وويندوز ولينكس.

## ردود الفعل
صنفت مجلة الحوسبة الثانية برنامج أبل وركس في المرتبة التاسعة على قائمة أفضل برامج أبل 2 غير المخصصة للألعاب وغير التعليمية اعتبارًا من أواخر عام 1985، استنادًا إلى بيانات المبيعات وحصة السوق.
في ديسمبر 1984، وصف مراجعي بايت برنامج أبل وركس بأنه «سهل الاستخدام، وصديق للمستخدم حقًا، وموثق جيدًا». ووصفت معالج النصوص بأنه «الجزء المفضل لدي... أعلى من المتوسط بكثير» ووصفت جداول البيانات وقواعد البيانات بأنها «جيدة ولكنها بالتأكيد ليست متميزة». باعتبارها حزمة للمستخدمين المبتدئين والعاديين، استنتج المراجع أن «أبل وركس ممتازة». ولكن موقع إنفوورلد ‏ أبدى معارضته لذلك الشهر، ووصفه بأنه «دراسة في القيود... هذه الحزمة ليست قوية». في حين وافقت المجلة على الحافظة المشتركة وواجهة المستخدم، ذكرت أن قيود أبل وركس – مثل الحد الأقصى لثماني صفحات في معالج الكلمات مع ذاكرة وصول عشوائي (RAM) سعة 64 كيلوبايت—جعلتها «غير جيدة بما يكفي كمنتج تجاري يستحق الكثير من الاهتمام».
احسب! في عام 1989، ذكر أنه «على الرغم من أنه ليس شيطان السرعة» مثل برنامج أبل وركس الأصلي ذي الثماني بتات، فإن إصدار جي إس «ليس بطيئًا كما كان يخشى الكثيرون»؛ على الرغم من أن الكاتب السريع لا يزال بإمكانه التفوق على شاشة الكمبيوتر في السرعة، إلا أنه كان أداؤه أفضل من برامج أبل 2 جي إس الأخرى. على الرغم من أن العديد من المستخدمين الأصليين اشتروا نسخة 2 جي إس، حيث تم بيع 35000 نسخة منها في الأسابيع الثلاثة الأولى، حذرت المجلة من أنهم «يجب أن ينسوا كل ما تعلموه تقريبًا... يا له من أمر مؤلم».

## وصلات خارجية
- "Apple: iWork". مؤرشف من الأصل في August 14, 2007. اطلع عليه بتاريخ 2007-08-14.
- Hearn، Bob (2003). "A Brief History Of ClarisWorks". مؤرشف من الأصل في 2008-05-15. اطلع عليه بتاريخ 2021-08-17. – A history of ClarisWorks/AppleWorks from one of the original developers, Bob Hearn.
- Apple II History: AppleWorks – Chapter of an Apple II History dedicated to AppleWorks.
- GUIdebook > Articles > "Apple II User Interfaces"
- Download.com: AppleWorks 6.2.9 Update for Macintosh